# Melilotus tauricus
Melilotus tauricus är en ärtväxtart som först beskrevs av Friedrich August Marschall von Bieberstein, och fick sitt nu gällande namn av Nicolas Charles Seringe. Melilotus tauricus ingår i släktet sötväpplingar, och familjen ärtväxter. Inga underarter finns listade i Catalogue of Life.